# Malczyce Port
Malczyce Port – kolejowa stacja towarowa w Malczycach, w gminie Malczyce, w powiecie średzkim, w woj. dolnośląskim, w Polsce. Została otwarta w 1905 roku przez KPEV. Zamknięta została w 1992 roku.